# Geher-Länderkampf der Männer 1978 Großbritannien – BR Deutschland
| 17. Leichtathletik-Länderkampf mit bundesdeutscher Beteiligung 1978 | 17. Leichtathletik-Länderkampf mit bundesdeutscher Beteiligung 1978 |
| ------------------------------------------------------------------- | ------------------------------------------------------------------- |
|                                                                     |                                                                     |
| Geher-Vergleich der Männer: Großbritannien – BR Deutschland         |                                                                     |
| Austragungsort                                                      | Sheffield                                                           |
| Wettbewerbe                                                         | 2                                                                   |
| Datum                                                               | 17. September                                                       |
| 1. FRG 1. GBR                                                       | 22 Punkte                                                           |
| Chronik                                                             |                                                                     |
| ← FRG-FIN (F)                                                       | erster LK 1979:00 ESP-FRG-MEX-SWE-HUN00 Geher (M) →                 |

Im siebzehnten und gleichzeitig letzten Vergleich des Länderkampfjahres 1978 kamen noch einmal die Geher zum Zug. Am 17. September traten sie gegen Großbritannien an. Ausrichter der Veranstaltung war die englische Stadt Sheffield. Mit den Briten hatte es zuvor sechs Zweiländervergleiche gegeben, von denen die Bundesrepublik fünf gewonnen hatte und Großbritannien einen. Darüber hinaus hatten 1968 und 1975 zwei Dreiländerkämpfe mit britischer und bundesdeutscher Beteiligung stattgefunden, in denen einmal Großbritannien vor der Bundesrepublik und einmal die Bundesrepublik vor Großbritannien gelegen hatte.

## Modus
Wie gewohnt standen zwei Wettbewerbe auf dem Programm, das Straßengehen über 20 und wieder einmal 50 statt 35 Kilometer. Jede Nation konnte je Wettbewerb vier Geher stellen, von denen die drei Besten gewertet wurden. Die Punkte wurden folgendermaßen verteilt: 1. Platz: 7 P / 2. Pl.: 5 P / 3. Pl.: 4 P / 4. Pl.: 3 P / …

## Ergebnis
In beiden Wettbewerben gab es Doppelsiege, über zwanzig Kilometer durch Großbritannien und über fünfzig Kilometer durch die Bundesrepublik. Auch die weiteren Platzierungen der gewerteten Sportler waren auf den beiden Distanzen mit den Rängen drei, fünf und sechs (20 km für die Bundesrepublik / 25 km für Großbritannien) absolut gleichwertig. So erlangten beide beteiligten Länder 22 Punkte und es kam in diesem Länderkampf zum fünften Remis einer deutschen Männermannschaft und zum sechsten für beide Geschlechter.

## Legende
Kurze Übersicht zur Bedeutung der Symbolik – so üblicherweise auch in sonstigen Veröffentlichungen verwendet:
| DSQ | disqualifiziert |

## Resultate

### 20-km-Straßengehen
| Platz | Athlet             | Land | Zeit (h) |
| ----- | ------------------ | ---- | -------- |
| 1     | Oliver Flynn       | GBR  | 1:32:26  |
| 2     | Chris Harvey       | GBR  | 1:33:40  |
| 3     | Hans Michalski     | FRG  | 1:34:30  |
| 4     | Amos Seddon        | GBR  | 1:35:08  |
| 5     | Alfons Schwarz     | FRG  | 1:36:45  |
| 6     | Wolfgang Werner    | FRG  | 1:37:13  |
| 7     | S. Gower           | GBR  | 1:37:38  |
| 8     | Wolfgang Wiedemann | FRG  | 1:39:29  |

### 50-km-Straßengehen
| Platz | Athlet            | Land | Zeit (h)  |
| ----- | ----------------- | ---- | --------- |
| 1     | Gerhard Weidner   | FRG  | 4:06:11   |
| 2     | Hans Binder       | FRG  | 4:13:09   |
| 3     | Brian Adams       | GBR  | 4:15:22   |
| 4     | Karl Degener      | FRG  | 4:17:39   |
| 5     | Chris Maddocks    | GBR  | 4:21:06   |
| 6     | Shaun Lightman    | GBR  | 4:24:09   |
| 7     | Adrian James      | GBR  | 4:24:32   |
| DSQ   | Heinrich Schubert | FRG  | bei 42 km |